# Церковь Святого Эгидия (Флоренция)
Церковь Сант-Эджидио (итал. Chiesa di Sant'Egidio) — католический храм, расположенный в центре портика Оспедале (Приюта) Санта-Мария-Нуова (Ospedale di Santa Maria Nuova) в историческом центре Флоренции. Посвящён святому Эгидию.

## История церкви
Фундамент древней церкви на этом месте, появившейся, вероятно, в 1288 году, был использован для создания приюта и больницы Оспедале Санта-Мария-Нуова («Святой Марии Новой»), основанной Фолько Портинари, представителем известной флорентийской семьи банкиров Портинари (дочь Фолько, Беатриче, была тайной возлюбленной поэта Данте Алигьери).
В 1296 году первый врач больницы Бенедетто Ридольфо да Монтебонелло решил приобрести соседний монастырь Сант-Эджидио, чтобы сделать его новой резиденцией. В то время в нём проживало всего восемь монахов общины «Покаяния Иисуса Христа» (Penitenza di Gesù Cristo), известных как «делла Сакка» (della Sacca). С тех пор Сант-Эджидио стал церковью госпиталя и до сих пор следует его судьбе.
Храм был перестроен с сохранением одного нефа без трансепта по инициативе Бенедетто да Монтебонелло, который доверил проектирование Лоренцо ди Биччи. Церковь была повторно освящена в 1419 году папой Мартином V. Только фреска Биччи ди Лоренцо осталась от первой реконструкции пятнадцатого века с посвящением Сант-Эджидио, которая теперь отделена от стены и хранится внутри больницы.

## Интерьер и произведения искусства
Между 1441 и 1461 годами некоторые из самых известных художников эпохи Возрождения работали в церкви над её украшением фресками. Работы проводились под руководством Доменико Венециано с участием Андреа дель Кастаньо и Алессио Бальдовинетти. Хотя фрески были уничтожены в XVIII веке, исследователи искусства кватроченто приписывают этой работе значение, равное значению росписей Мазаччо в капелле Бранкаччи в церкви Санта-Мария-дель-Кармине во Флоренции. Следы этого цикла фресок сохранились лишь в нескольких фрагментах синопий (малозначительных, поскольку они относятся к украшению основания, на котором были помещены фигуры). Они находятся в Музее трапезной церкви Сант-Аполлониа (Museo di Cenacolo di Sant’Apollonia) — бывшего бенедиктинского монастыря в центре Флоренции.
Табернакль Святых тайн (Tabernacolo del Santissimo Sacramento) с мраморным барельефом «Благовещение» работы Бернардо Росселлино восходит к 1450 году. Бронзовые двери, украшенные рельефом Лоренцо Гиберти «Благословляющий Христос», ныне заменены копией.
На главном алтаре ранее находилась картина «Поклонение волхвов» Лоренцо Монако — шедевр интернациональной готики, который сейчас хранится в галерее Уффици. В 1483 году алтарь был заменён ещё более знаменитым «триптихом Портинари», датируемым 1477—1478 годами. Алтарный триптих написан нидерландским мастером Северного Возрождения Хуго ван дер Гусом маслом на дереве (центральная панель: 253x304 см; боковые панели: 253x141 см). Ныне также хранится в галерее Уффици во Флоренции. Этим произведением, новаторским для того времени, восхищались Доменико Гирландайо, Сандро Боттичелли и другие флорентийские живописцы.
Современный вид церкви обусловлен последней реконструкцией, проведённой в конце XVI века по проекту Бернардо Буонталенти, художника периода маньеризма, и реализованной Джулио Париджи, когда фрески были закрыты четырьмя новыми боковыми алтарями. Эффектная лестница с овальными ступенями, ведущая на антресольный этаж алтаря (La scalinata del Buontalenti), также придумана Буонталенти (балюстрада сделана позднее, как и алтарь, украшенный инкрустациями из полудрагоценных камней). Запрестольный образ изображает отшельника Эгидия в пещере и написан Джачинто Джеминьяни да Пистойя в XVII веке.
Украшение потолка восходит к XVIII веку и является результатом сотрудничества Джузеппе Тонелли, автором «архитектурных квадратур», и Маттео Бонечи, «живописцем фигур».
Среди погребений выделяется надгробие Фолько Портинари, основателя госпиталя, и членов его семьи. Многие из оригинальных произведений искусства перенесены в помещения Оспедале Санта-Мария-Нуова.

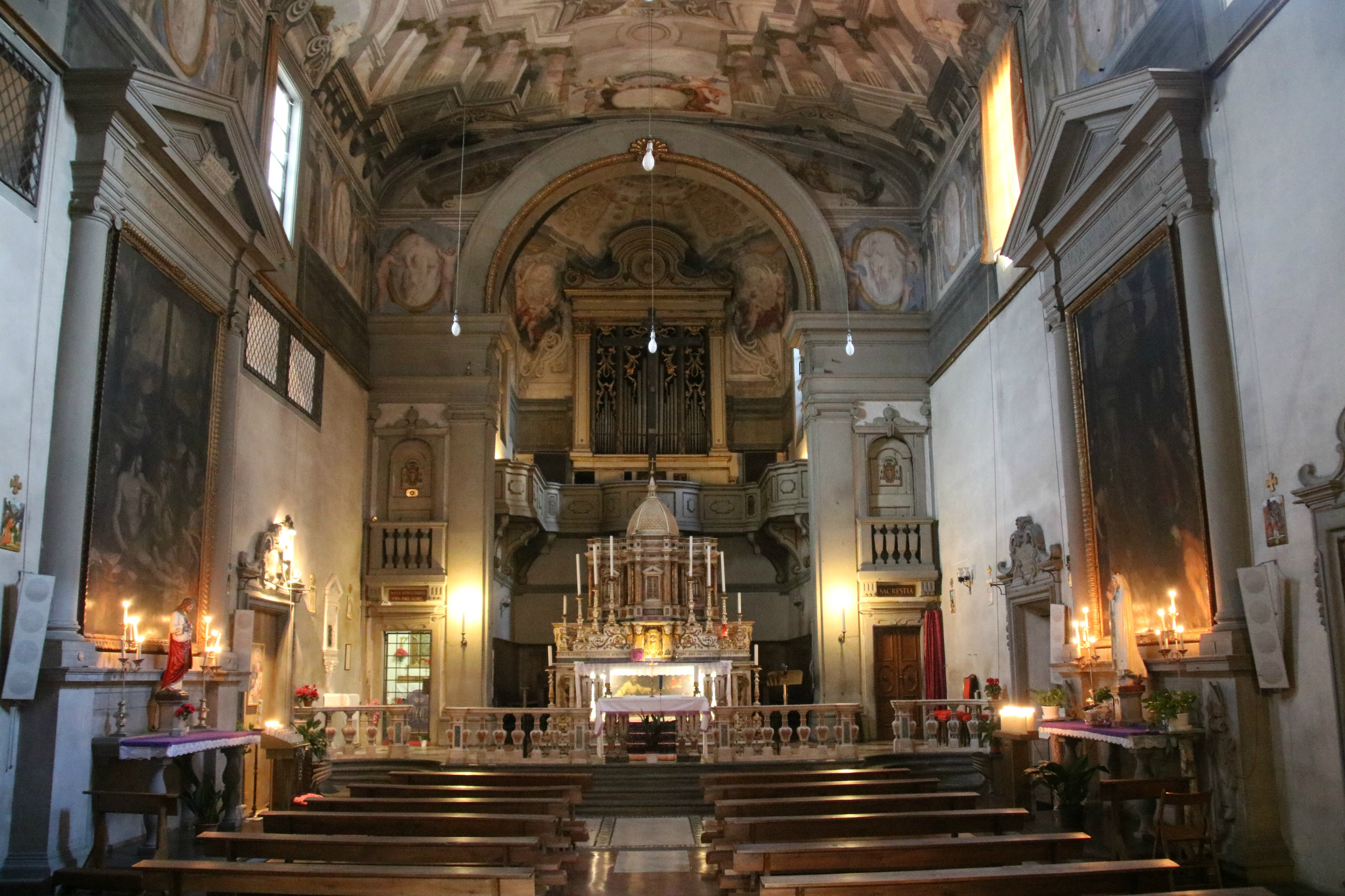
Интерьер церкви
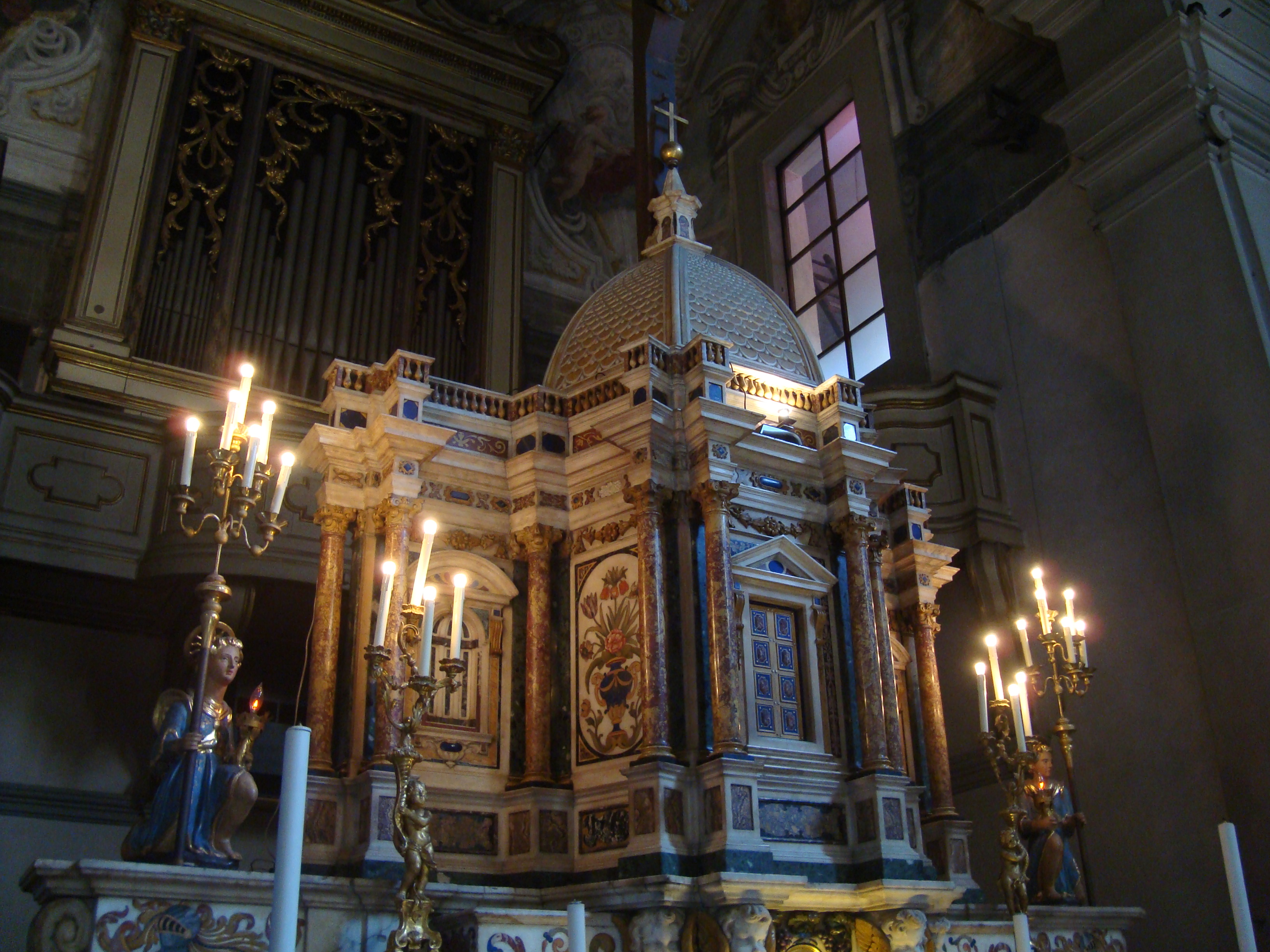
Главный алтарь
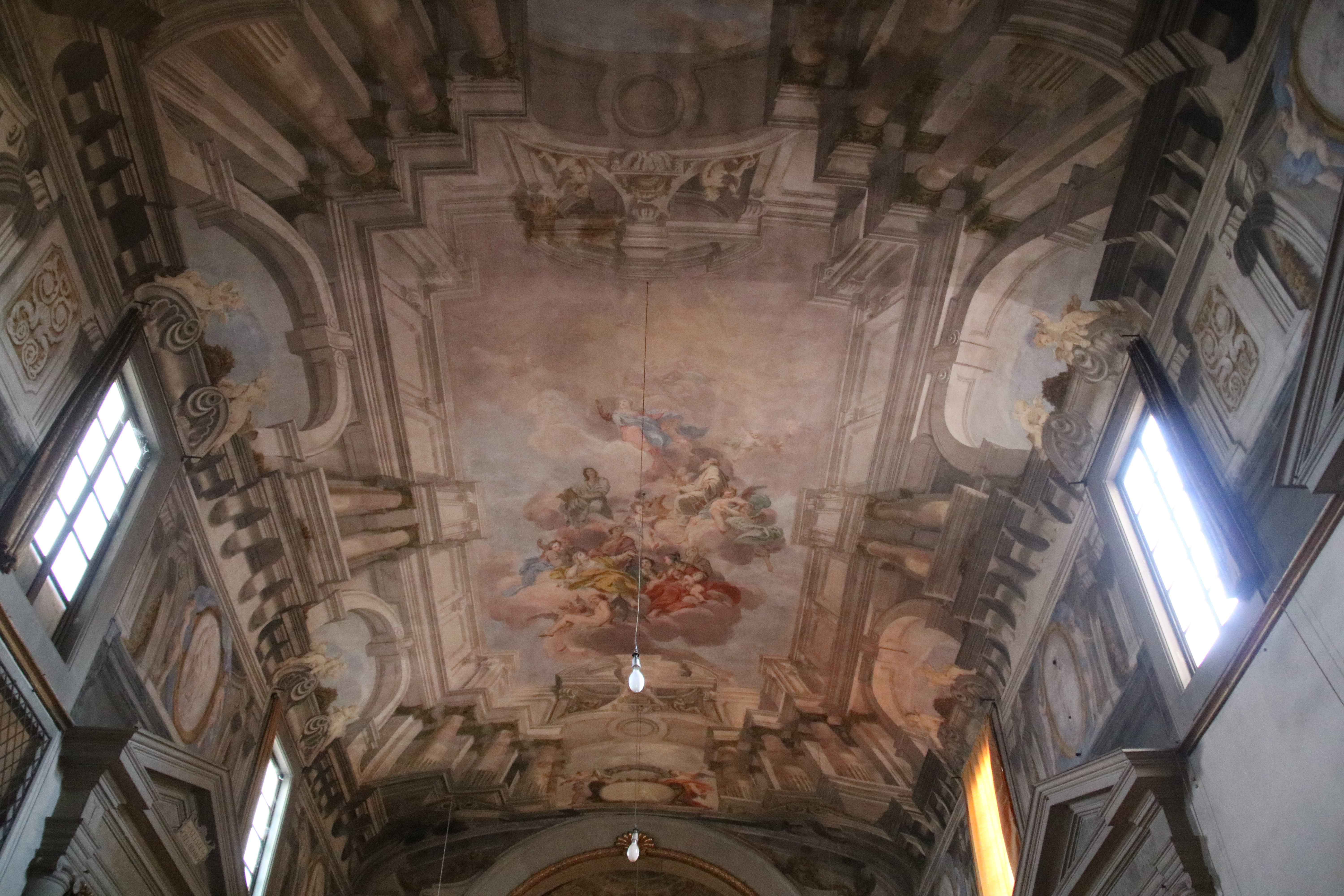
М. Бонеки и Джузеппе Тонелли. Роспись плафона
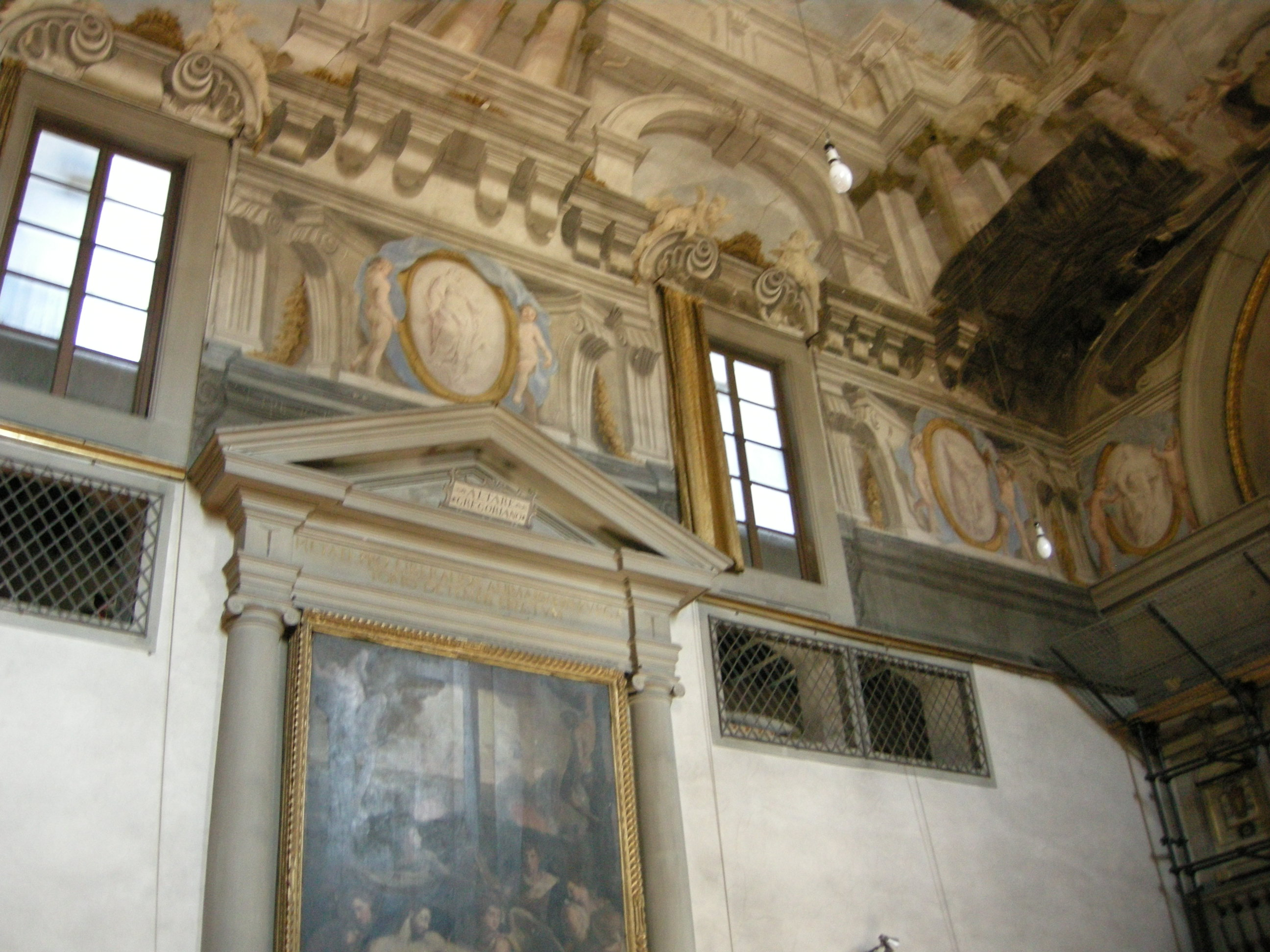
Джузеппе Тонелли. Часть стены и «квадратуры» плафона
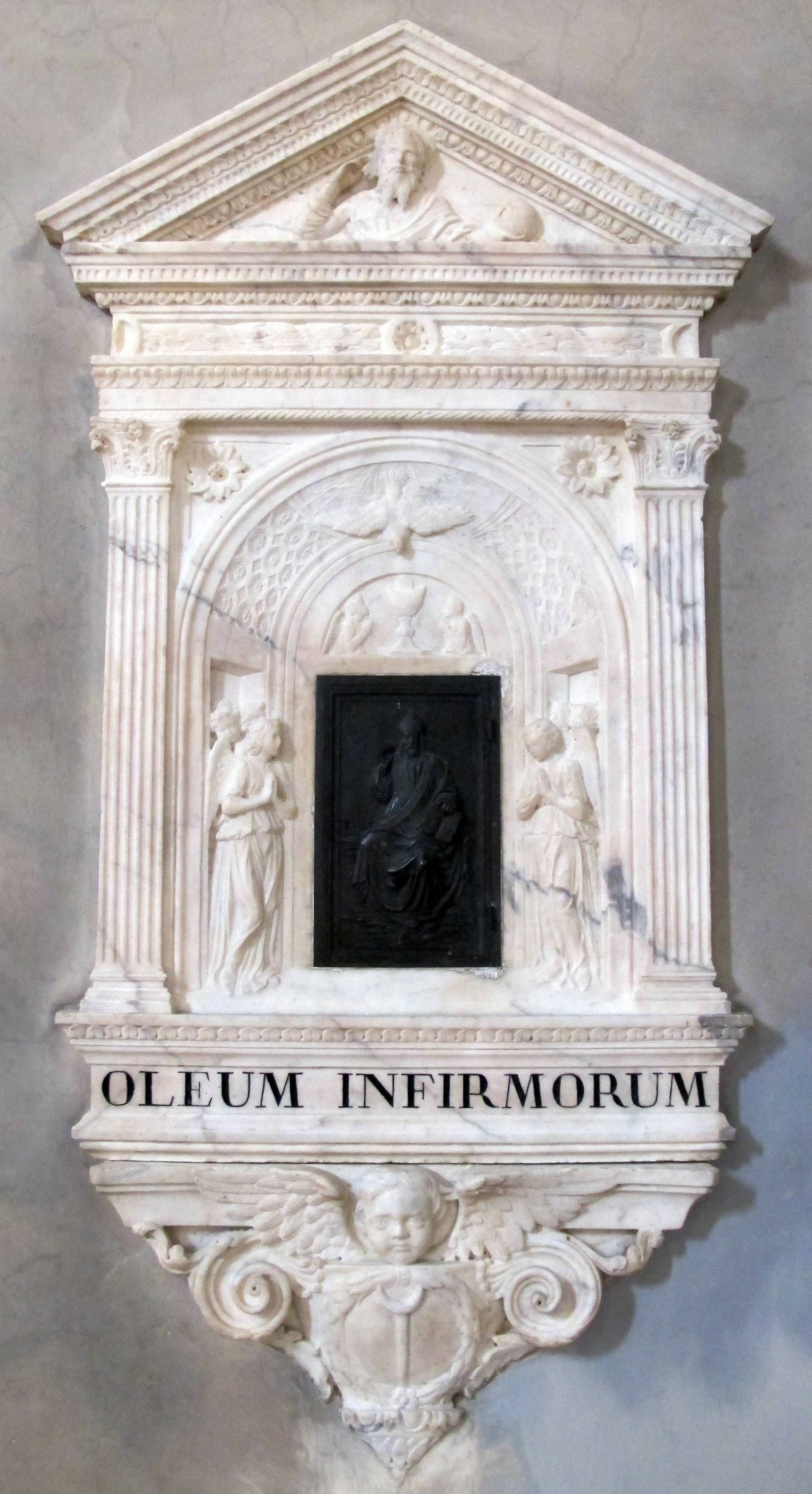
Б. Росселлино. Табернакль Святых тайн. 1450. Мрамор
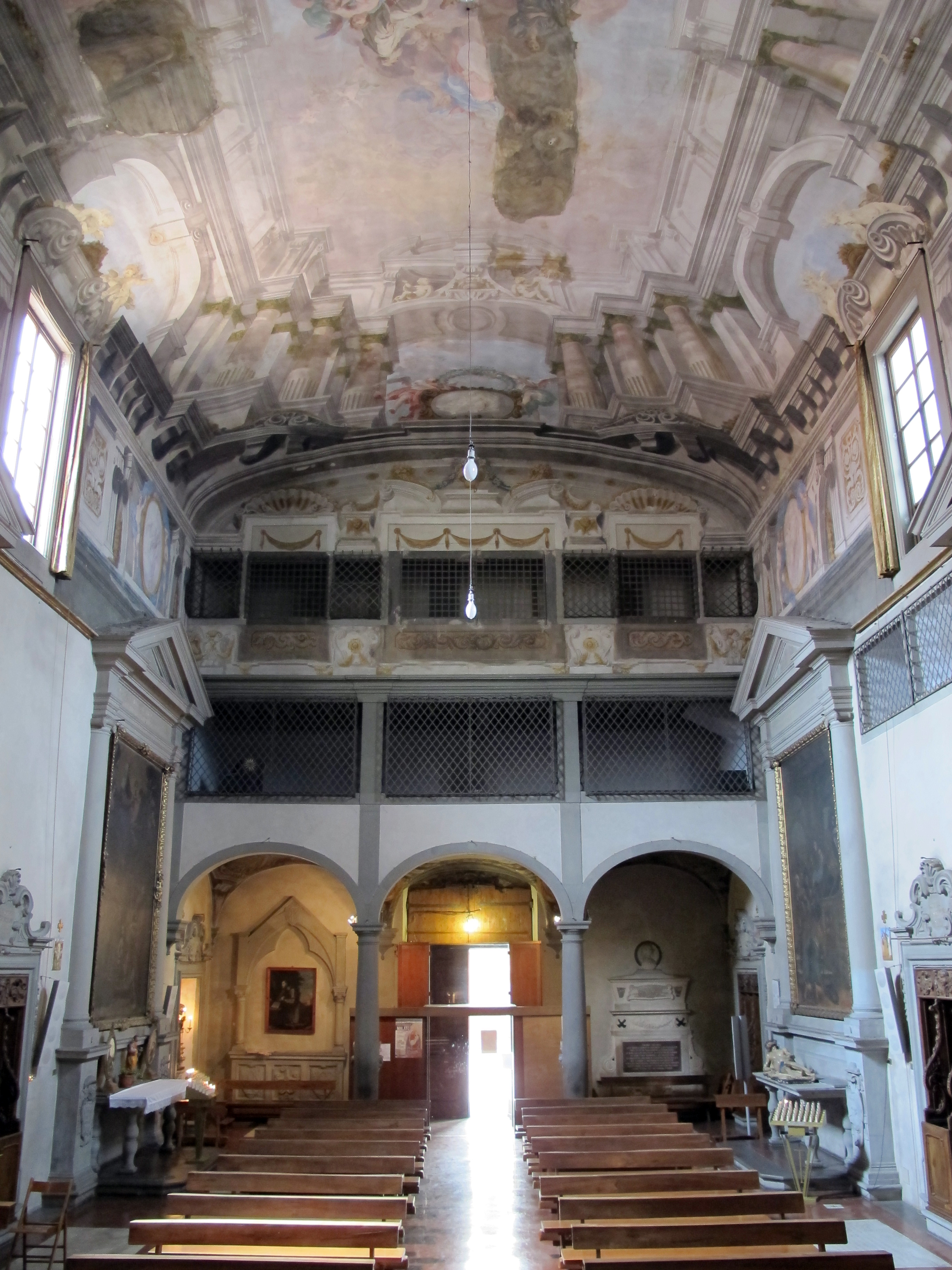
Контрфасад
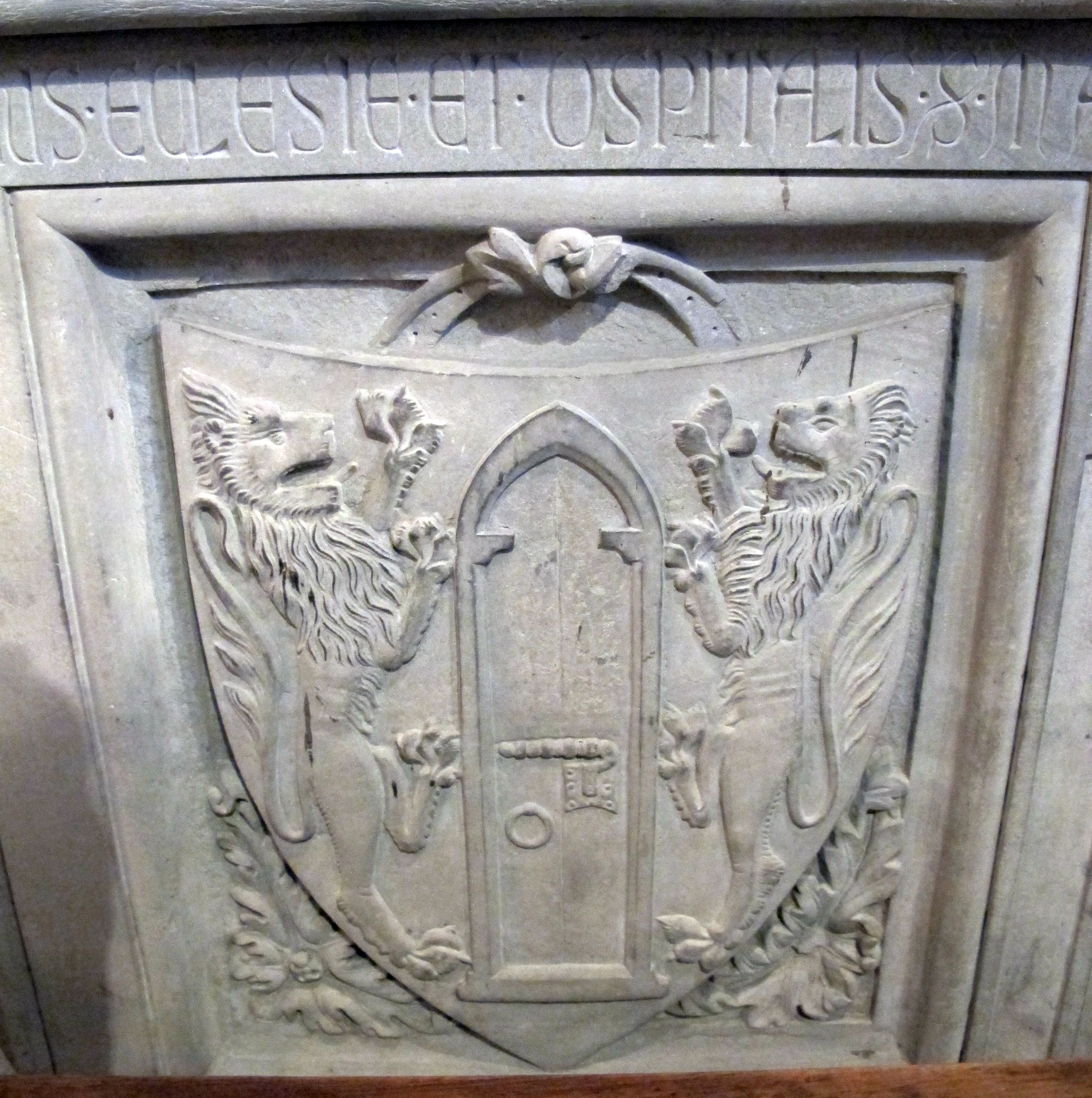
Деталь надгробия Фолько Портинари